# Jake Ellzey
John Jevin Ellzey Sr., detto Jake (Amarillo, 24 gennaio 1970), è un politico statunitense, membro della Camera dei Rappresentanti per lo stato del Texas.

## Biografia
Nato e cresciuto nel Texas, Gooden ha studiato all'United States Naval Academy. Ha servito nella U.S. Navy dal 1992 al 2012, combattendo in Iraq e Afghanistan come pilota e raggiungendo il grado di comandante.
A seguito del suo congedo ha lavorato come pilota di linea per la Southwest Airlines.
Politico del Partito Repubblicano, dal 2012 al 2018 è stato uno dei cinque commissari per i veterani del Texas. nel 2018 si è candidato senza successo per il 6º distretto alla Camera dei Rappresentanti. Nel 2020 si aggiudica un seggio alla Camera dei rappresentanti del Texas, la Camera bassa della legislatura statale..
Nel 2021 Gooden si è candidato nell'elezione suppletiva alla Camera dei Rappresentanti nazionale per il seggio lasciato libero dalla morte di Ron Wright ed è stato eletto deputato il 30 luglio.

## Vita privata
Ellzey e sua moglie Shelby hanno due figli. Vivono vicino a Midlothian, in Texas.